# União da Bessarábia com a Romênia

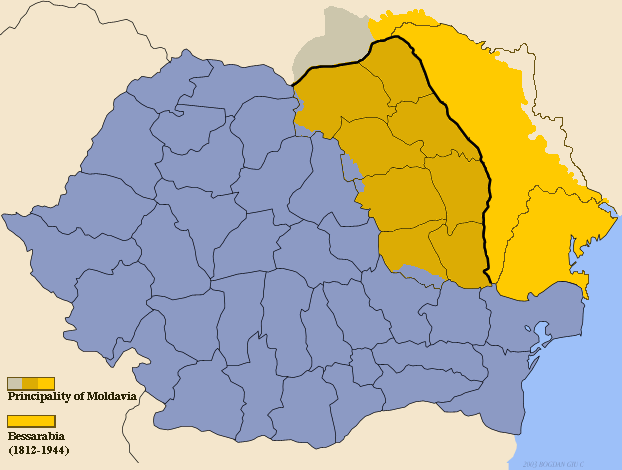
Bessarábia e Bucovina em amarelo-acinzentado, como parte do Reino da Romênia.
Nota: a região após o rio Dniestre foi parte da Romênia apenas brevemente, durante a Segunda Guerra Mundial

A união da Bessarábia com a Romênia durou de 27 de março (calendário juliano) / 9 de abril (calendário gregoriano) de 1918, com expulsão das tropas russas que haviam derrubado o governo anterior, de tendência nacionalista moldava, até 28 de junho de 1940, com o ultimato soviético de que as tropas romenas abandonassem a região.
A união ocorreu após o acordo com o governo romeno e com a aprovação dos Impérios Centrais, então prevalecentes na região, e a aprovação tácita da Tríplice Entente, mas contra a vontade do governo soviético e os grupos russo anti-bolcheviques.